# Gregor Lavrinec
Gregor Lavrinec, slovenski teolog, prevajalec, pedagog in bivši rimskokatoliški duhovnik * 8. december 1977, Kranj.
Izhaja iz Puštala pri Škofji Loki. Leta 2001 je diplomiral na Papeški univerzi Gregoriana in leta 2005 magistriral na Patrističnem inštitutu Augustinianum.
Bil je predavatelj na Škofijski klasični gimnaziji v Ljubljani.